# Chór Wyższej Szkoły Administracji Publicznej im. Stanisława Staszica w Białymstoku
Chór Akademicki Wyższej Szkoły Administracji Publicznej im. Stanisława Staszica w Białymstoku, działający przy Wyższej Szkole Administracji Publicznej w Białymstoku, w latach 2001 - 2013.

## Osiągnięcia
- 2001: Moniuszkowski Festiwal Podlasia - wyróżnienie w kategorii chórów akademickich.
- 2002:
  - III Przegląd Chórów a cappella Polski Północno-Wschodniej pt. „Hej kolęda” w Ełku - III miejsce
  - V Międzynarodowy Festiwal Pieśni Sakralnej Łapskie Te Deum - Nagroda w kategorii chórów akademickich
  - XIV Katolicki Festiwal Pieśni Liturgicznej i Piosenki Religijnej w Białymstoku - III miejsce
  - Moniuszkowski Festiwal Podlasia - I miejsce w kategorii chórów akademickich.
- 2003: Moniuszkowski Festiwal Podlasia - I miejsce w kategorii chórów akademickich.
- 2004:
  - XIII Myślenicki Festiwal Pieśni chóralnej kolędy i pastorałki - wyróżnienie
  - III Międzynarodowy Festiwal Muzyki Chóralnej im. Feliksa Nowowiejskiego w Barczewie - srebrny dyplom
  - VIII Ogólnopolski Festiwal Pieśni Religijnej „Cantate Deo” w Rzeszowie - I miejsce
  - XVI Międzynarodowy Festiwal Muzyki Religijnej im. Ks. Stanisława Ormińskiego w Rumi
  - VII Łódzki Festiwal Chóralny „Cantio Lodziensis” - III miejsce
- 2005:
  - II Ogólnopolski Konkurs Pieśni Pasyjnej w Bydgoszczy – II miejsce
  - 36 Ogólnopolski Turniej Chórów „Legnica Cantat” – III miejsce
- 2007:
  - XIII Ogólnopolski Festiwal Kolęd i Pastorałek w Będzinie III miejsce
  - I Międzynarodowy Konkurs Chórów SLOVAKIA CANTAT w Bratysławie - złoty dyplom